# Anticarsia albilineata
Anticarsia albilineata là một loài bướm đêm trong họ Erebidae.